# Статеве рівняння

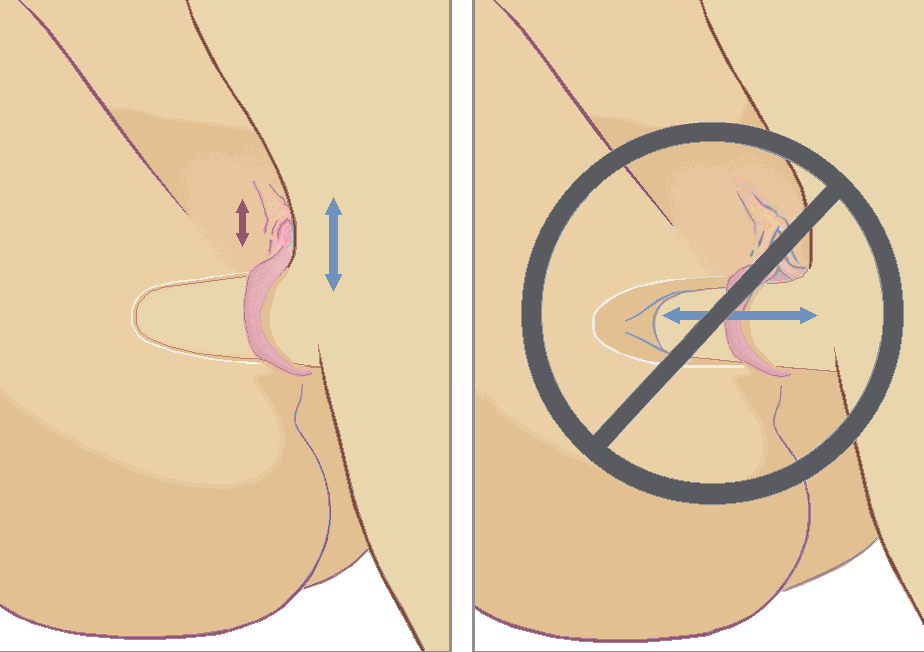
Схема виконання

Стате́ве рівня́ння — це вдосконалений варіант місіонерської позиції, призначений для максимальної стимуляції клітора під час статевого акту. Досягається при доповненні варіанту «чоловік згори» в місіонерській позиції рухами притиснення/відсування таза, що виконуються партнером та партнеркою.

## Термін та історія
Термін «статеве рівняння» — це український еквівалент від англ. coital alignment technique. Термін в 1988 р. запропонований Едвардом Ейчелом, американським психотерапевтом, який зробив спробу усунути недоліки викликання оргазму у жінок, властиві місіонерській позиції й мастурбації при вагінальному сексі. Розробляючи спосіб, Ейчел виходив з того, що: «Статеві зносини мають бути відмінними. У будь-який час. У будь-якому місці. За будь-яких обставин». Оригінальне дослідження, що лежить в основі статевого рівняння, Едвард Ейчел опублікував у співавторстві в 1988 р. в журналі «Сексуальної та подружньої терапії».

## Техніка
- Чоловік лежить зверху, його голова лежить на матраці поруч з головою жінки. Жінка охоплює ногами чоловіка, кладучи ступні на його гомілки. Чоловік робить легкий рух тазом вгору по тазу жінки таким чином, що корінь ерегованого пеніса торкається голівки клітора. Потім жінка рухається на корені пеніса чоловіка, повертаючи таз донизу, а він піддається, але залишається у тісному контакті й, продовжуючи її рух, рухається донизу — жінка передає ініціативу йому. Вони рухаються в ритмічному танці гармонійно разом — з рухами притиснення/відсування, виконуваними по черзі в такт фрикцій.[3]
- Найважливіший момент, коли жінка рухається по кореню пеніса, то він чинить опір з меншою силою, ніж рухається вона. Пізніше, по дорозі назад і вниз, коли чоловік робить рух по клітору, жінка чинить опір з меншою силою, ніж рухається він. У результаті відбувається серія «дрібних м'яких зіткнень», а не стандартні фрикції у протифазі назустріч одне одному, як при місіонерському акті. Але слово «зіткнення», за словами автора, надто сильне. Цей рух ніжний, взаємозалежний, м'який, ритмічний, такий, що повільно наростає.

## Фізіологія
Чоловік, як у місіонерській позиції, але рухається вгору вздовж тіла жінки таким чином, що корінь пеніса стимулює голівку клітора. Статеве рівняння застосовує рух, немов пилка, який чинить постійний тиск на голівку клітора і G-точку. Є допустимим, коли партнерка охоплює ногами ноги партнера. Рухи концентруються на тазових областях, без участі рук і ніг. Покочування вгору по тілу жінки (веде партнер) і рух донизу (веде партнерка) у складі загального руху створюють збудження, якому партнери дозволяють розвиватися і досягати піку природним чином. Автор вважає, що це більше, ніж сексуальна позиція, це взаємопов'язаний рух. «Тут ми говоримо про вібрації, а не про фрикції. Менше „туди-сюди“, а більше „рокін-“ („качання“)». «Коли жінка отримує найсильнішу стимуляцію при русі донизу, пеніс, фактично, знаходиться неглибоко», говорить Ейчел. На думку автора, спосіб статевого рівняння, званий також позицією 8, — це найкраща сексуальна позиція у світі, це нові вдосконалені сексуальні зносини.

## Переваги

### Перед місіонерською позицією
На жаль, зносини в місіонерській позиції не досягають своєї мети. Досліджено, що в ній відсутнє торкання пенісом голівки клітора й кровонаповнення області G-точки, а оргазм при цьому має поверхневий характер. При рівнянні жінка насолодиться постійною стимуляцією клітора і вібрацією багатої нервами області (отвори сечівника у нижнього краю її лобкової кістки) нижче G-точки. Чоловік же отримає задоволення від масажного впливу на пеніс, який стимулює нерви передміхурової залози. Стимулювання цих глибших шарів нервів створює «відчуття зігрівання та розслаблености», що поглиблює досвід обох партнерів. Цей спосіб замінює глибоке проникнення на ніжне і тісно взаємозалежне погойдування.
- Нема потреби в проведенні фінгерингу клітора[2].
- У зв'язку з відсутністю глибокого проникнення пеніса у вагіну, еякуляція не настає передчасно[2].
- Відсутня «узвичаєність» сексуальної позиції[2].

### Перед іншими сексуальними позиціями
- Спосіб дуже чуттєвий і емоційний для чоловіка і жінки.
- Особи бачать обличчя одне одного.
- Обидва партнери можуть пестити один одного руками.
- Проникаючий партнер повністю контролює свої рухи, може прискорити/утримати настання оргазму.
- Сексуальна позиція не вимагає акробатичних навичок.
- Рухи не є втомливими для обидвох[2].